# Britten-Norman Defender

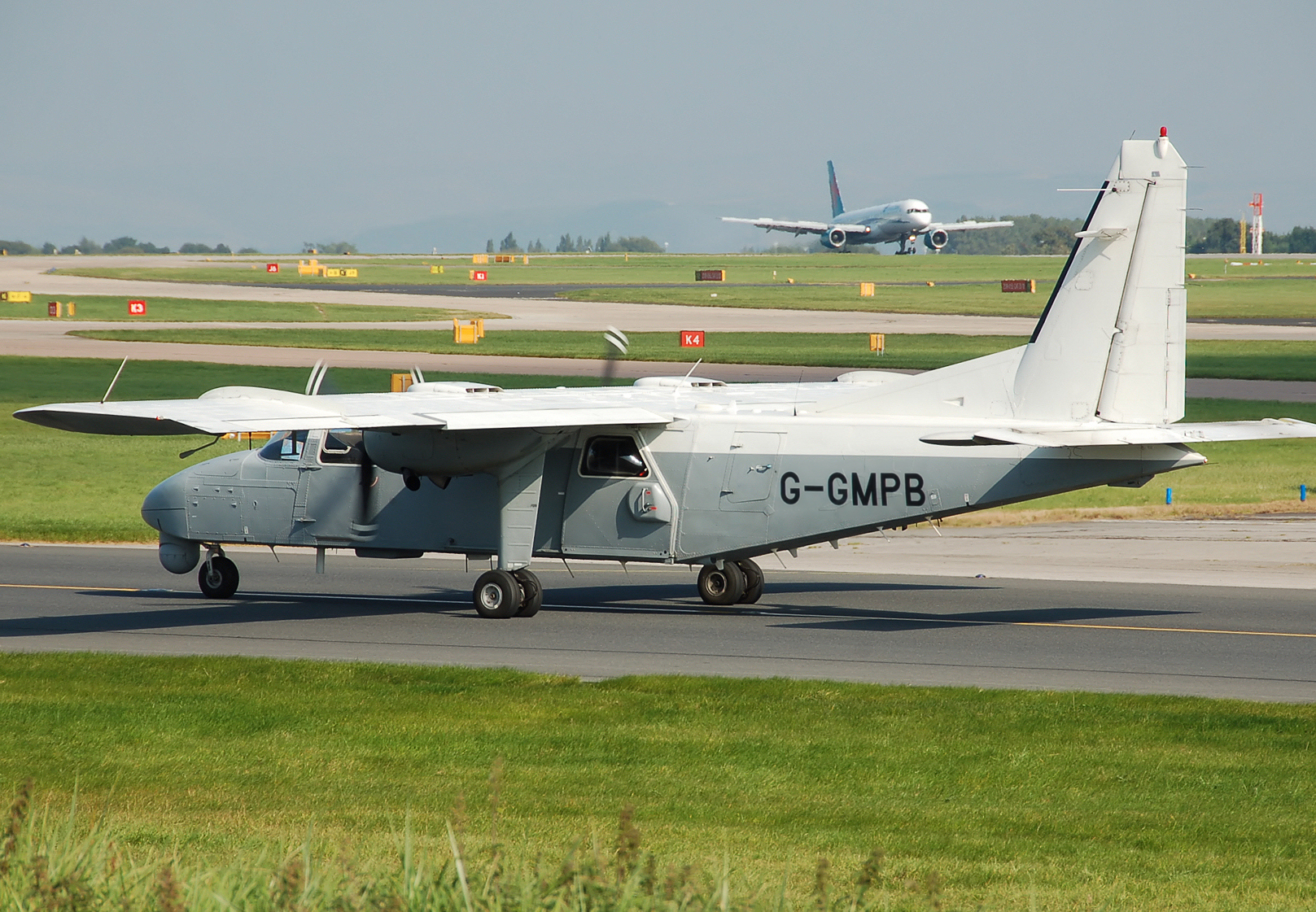
Defender Поліції Манчестера

Britten-Norman Defender — багатоцільовий літак, що виробляється англійською компанією Britten-Norman. Є військовою версією цивільного літака Britten-Norman Islander.

## Історія розробки
У 1963 році компанія Britten-Norman почала розробку нового літака, який мав використовуватись у сільському господарстві та на регіональних авіалініях. Засновники компанії, Джон Бріттен (John Britten) та Дезмонд Норман (Desmond Norman), прагнули створити дешевий, але надійний двомоторний літак, що міг би перевозити шість пасажирів.
Перший політ прототипу BN-2 Islander відбувся 13 червня 1965 року. Виробництво цивільних літаків почалось у квітні 1967.
Пізніше, у травні 1970, відбувся перший політ військової версії літака, Britten-Norman Defender. Від цивільної він відрізнявся міцнішим фюзеляжем та можливістю закріплення під крилами кулеметів, ракет, бомб та додаткових паливних баків.
У 1994 вперше злетів у повітря модифікований літак BN-2T-4S Defender 4000.

## Варіанти
- Defender — багатоцільовий літак. Може використовуватись для розвідки, евакуації, перевезення, патрулювання або для атаки наземних цілей.
- Maritime Defender — пошуково-рятувальний літак берегової охорони
- Defender 4000 — модернізована версія літака, здатна нести більше навантаження. Також на носі може встановлюватись інфрачервона (FLIR) камера або радар[3].
- AEW Defender — Літак дальнього радіолокаційного стеження

## Використання
Мавританія мала шість літаків BN-2A-21 під час Війни у Західній Сахарі, два з них були втрачені.
У 1993 році ФБР використовувало Defender для розвідки під час протистояння з членами секти Гілка Давидова у Маунт-Кармел.
У 1996 Королі́вство Камбо́джа застосувало три BN-2 Defender, озброєних кулеметами та ракетами, для атаки Червоних кхмерів. Один з літаків було збито у ході бойових дій.
Також відомо про використання різних модифікацій Defender збройними силами Марокко, Данії, Ірландії та Белізу.

## Тактико-технічні характеристики

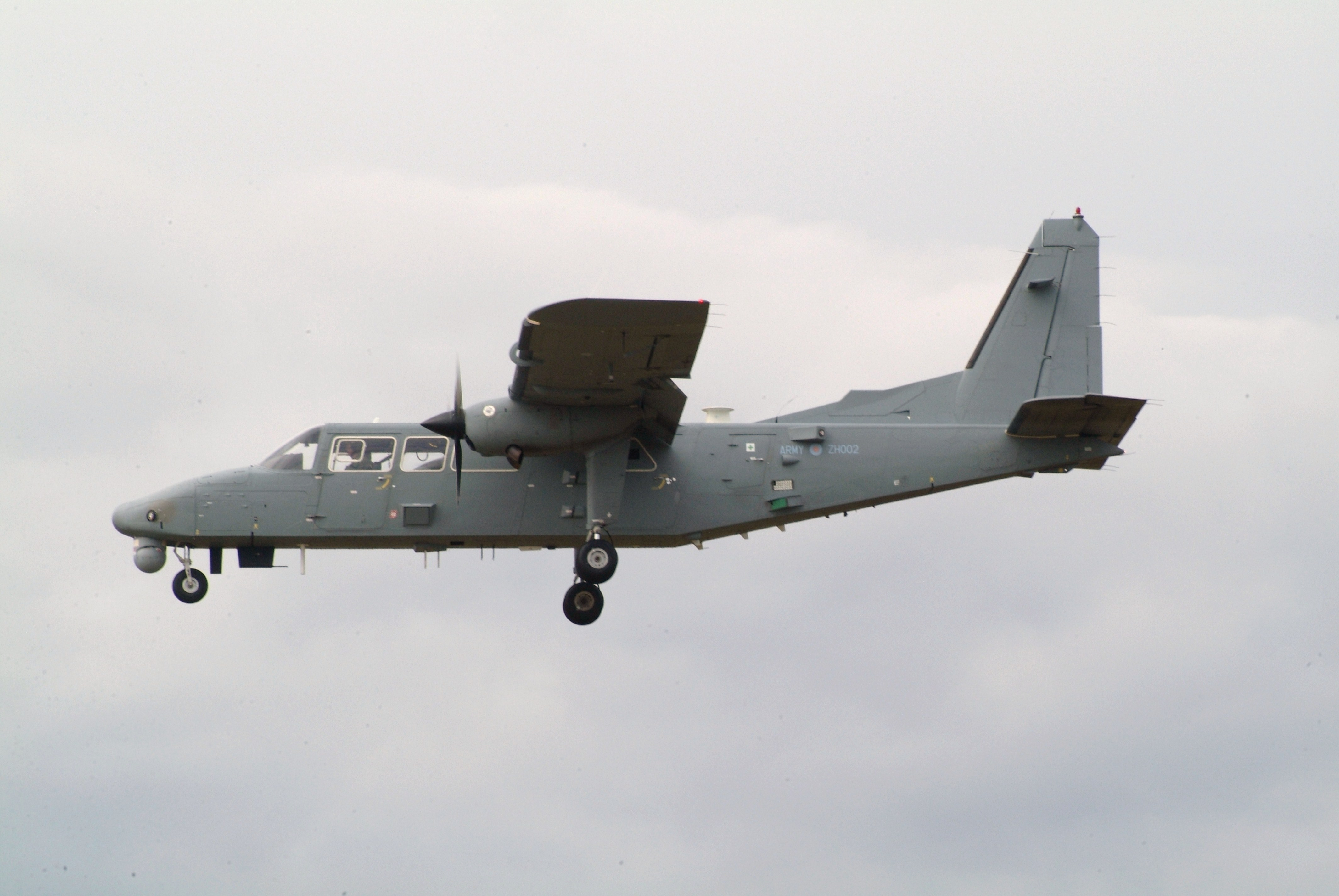
Defender AL.2, що належить до 651-го загону Королівських ВПС

Дані для модифікації Defender 4000

### Технічні характеристики
- Довжина: 12,2 м
- Розмах крила: 16,15 м
- Висота: 4,3 м
- Площа крил: 47,5 м2
- Вага: 2300 кг
- Максимальна злітна вага: 3859 кг
- Двигуни: два турбогвинтові двигуни Rolls-Royce Allison Model 250

### Льотні характеристики
- Максимальна швидкість: 326 км/год
- Крейсерська швидкість: 278 км/год
- Дальність польоту: 1863 км
- Практична стеля: 7800 м
- Швидкопідйомність: 6,35 м/с